# Ndop (Kuba)

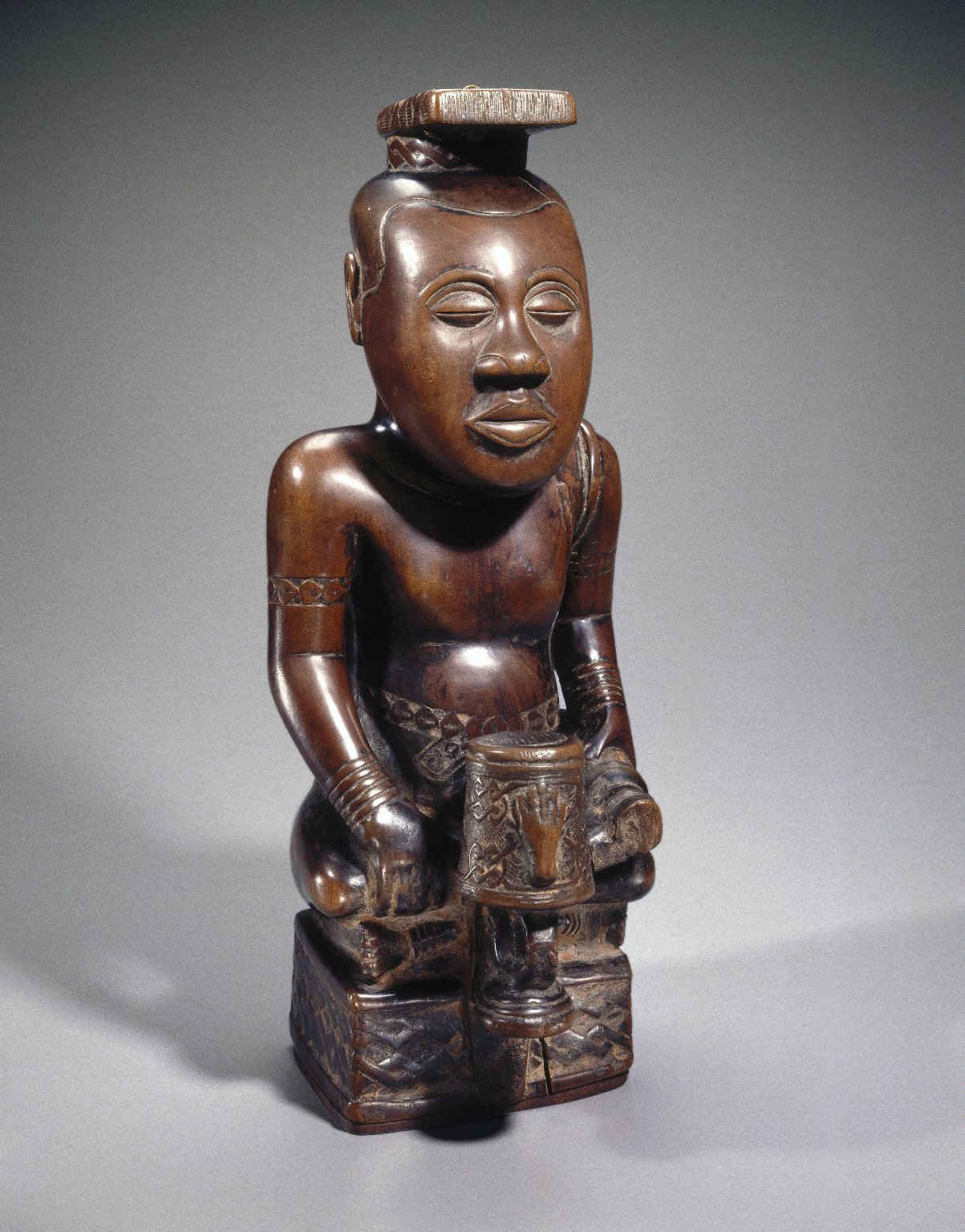
Ndop del re Mishe miShyaang maMbul, 1760-1780, legno, 49,5 x 19,4 x 21,9 cm, Brooklyn Museum.

Le ndop erano sculture figurative che ritraevano diversi sovrani (nyim) del Regno Kuba, prosperato tra il XVII e il XIX secolo nell'attuale sud-est della Repubblica Democratica del Congo. Una ndop non era un ritratto realistico ma veniva intesa come la rappresentazione dello spirito del sovrano.

## Immagine di singoli Re
Nonostante il genere scultoreo appaia naturalistico, le ndop non sono vere rappresentazioni reali di particolari soggetti, ma piuttosto un culmine di notazioni visive che rappresentavano le caratteristiche ideali del defunto Re. Il regno di ciascun sovrano veniva identificato da un piccolo emblema, detto ibol, alla base della scultura. Ciascun ibol veniva rappresentato con un ampio grado di personalizzazione in un modo altrimenti formale e naturalista. Alte circa 48-55 cm, le ndop venivano scolpiti nel legno duro e unte con olio di palma per proteggerle dagli insetti. Le sculture ndop ritraggono soggetti seduti a gambe incrociate.

## Descrizione
Le ndop ritraggono spesso il sovrano con un'arma nella sua mano sinistra, un ikul o un coltello della pace, con lo stile riservato per i Bushoong, il sottogruppo dominante del Kuba. I ritratti in legno venivano posti nei quartieri del re assieme ad altre sculture sulle quali giacevano i poteri magici del sovrano. Quando il Re era assente dalla capitale, le ndop venivano lucidate con l'olio. Gli studiosi affermano che la tradizione del "ritratto statuario" del re iniziò verso la fine del XVIII secolo.

## Materiali e metodi di realizzazione
Per creare i distintivi contorni rotondi di queste statuine, lo sculture lavorava inizialmente con un'ascia dotata di un manico in legno al quale era posta, ad angolo acuto, una lama metallica. Venivano impiegati anche coltelli e brunitori. Gli incisori kuba dimostrarono una mano ferma e una coordinazione tale da poter realizzare dettagli assieme agli utensili. Oltre all'aspetto naturale delle caratteristiche del volto e delle parti del corpo, lo scultore riproduceva dei dettagli realistici sul corpo, tra cui le collane di ossa e i contorni delle labbra.
Il legno duraturo e l'unzione con l'olio di palma evidenziano la longevità di queste opere, e i primi esempi di tale arte, come le ndop incluse nella collezione del Brooklyn Museum, sono tra i più antichi reperti artistici in legno provenienti dal continente. Tre statuine ndop provenienti dal Regno Kuba sono attualmente conservate al British Museum. Collezionate dall'esploratore ungherese Emil Torday, una di queste si stima risalga al XVIII secolo, rendendola una delle più antiche sculture in legno esistenti provenienti dall'Africa subsahariana. Due figure simili sono conservate nel Museo reale per l'Africa Centrale in Belgio.

## Funzione dellendop
Dopo i riti d'investitura, il nyim commissionava ad uno scultore di ritrarlo in una sola ndop. Se non vi era un re, non poteva essere realizzata, e se si rovinava nel corso del tempo veniva concessa la possibilità di creare una replica.
Come sito della forza vitale del re dopo la morte, si credeva che la ndop ospitasse la controparte dell'anima del nyim. Inoltre, qualunque cosa accaduta al re, sarebbe stata riflessa nella ndop: se il sovrano, per esempio, fosse stato ferito in battaglia, sarebbe comparsa una ferita simile sulla ndop. La statuina veniva conservata nei quartieri delle donne e veniva messa vicino a una donna dell'harem quando doveva partorire, per assicurare una nascita sicura. In assenza del re, la statuetta serviva da sostituto e veniva unta e accarezzata dalle donne della corte. Dopo la morte del sovrano, la ndop veniva posta in un deposito e mostrata soltanto in determinate occasioni.